# Avro 511
El Avro 511 fue diseñado como un explorador rápido justo antes de la Primera Guerra Mundial. Modificado, se convirtió en el Avro 514. Aunque poseía características innovadoras, el desarrollo no continuó después del comienzo de las hostilidades.

## Diseño y desarrollo
El Avro 511  fue diseñado como explorador rápido de uso militar en una época (1913) donde el papel del avión en la guerra emergía por primera vez. Era un biplano monoplaza de madera y tela. El fuselaje era de sección cuadrada y llevaba el característico timón de "coma" de Avro, sin aleta. Las alas estaban muy decaladas y poseían una pronunciada flecha, ambas características ideadas para mejorar la estabilidad. No fueron construidas con los habituales largueros de envergadura total, sino que usaban un enfoque celular. Los soportes interplanares no eran las típicas varillas de una pieza, sino que eran multipieza, estando las estructuras del ancho de la cuerda recubiertas de tela. Había soportes convencionales en N de media sección entre el fuselaje y el ala superior. Los alerones se llevaban en ambas alas superior e inferior. Muy inusual para su época, el ala inferior interior presentaba flaps de aterrizaje, con los que el 511 podía aterrizar a unos sosegados 56 km/h.
El único motor rotativo Gnome Monosoupape estaba perfectamente carenado, siendo la capota modificada más tarde para mejorar la refrigeración. Las ruedas principales estaban montadas en un tren de aterrizaje de eje único más patín central y patín de cola.
Más tarde, en 1914, el 511 fue modificado con un nuevo par de alas sin flecha y tren de aterrizaje sin patín y forma de V (eje partido), convirtiéndose en el Avro 514.

## Historia operacional
El Avro 511 estuvo en exhibición estática en el Olympia Aero Show en Londres en marzo de 1914, y fue inscrito en la Aerial Derby Race alrededor de Londres, en mayo. La carrera fue pospuesta por el mal tiempo. Aunque no tan rápido como se había estimado (150-160 km/h), fue inscrito para la pospuesta carrera en junio tras su modificación como Avro 514, pero un fallo mecánico mientras correteaba impidió su participación.
Reparado, el 514 voló exitosamente en julio de 1914, pero no se llevaron a cabo más desarrollos.

## Variantes
511
Avión explorador con motor rotativo, uno construido.
514
Versión modificada del 511, uno convertido.

## Especificaciones
Referencia datos: Jackson 1965Jackson, 1965

### Características generales
- Tripulación: Uno (piloto)
- Longitud: 6,8 m (22,3 ft)
- Envergadura: 7,9 m (26 ft)
- Altura: 2,8 m (9,3 ft)
- Superficie alar: 23,7 m² (255,1 ft²)
- Peso vacío: 306 kg (674,4 lb)
- Peso cargado: 530 kg (1168,1 lb)
- Planta motriz: 1× motor rotatorio de siete cilindros refrigerado por aire Gnome Monosoupape.
  - Potencia: 60 kW (83 HP; 82 CV)
- Hélices: Bipala de madera de paso fijo

### Rendimiento
- Velocidad máxima operativa (Vno): 145 km/h (90 MPH; 78 kt)

## Aeronaves relacionadas

### Secuencias de designación
- Secuencia Numérica (interna de Avro): ← 507(juego de alas) - 508 - 510 - 511 - 514 - 519 - 521 - 523 →